# Acanthocolax hystricosus
Acanthocolax hystricosus – gatunek morskiego widłonoga z rodziny Bomolochidae. Opisał go w 1983 roku amerykański zoolog Roger Frank Cressey. Skorupiaki te są pasożytami ryb. Okazy typowe – holotyp (samica) i 4 paratypy (także samice) – zostały pozyskane ze skrzeli ryb Lagodon rhomboides złowionych w listopadzie 1975 roku w Charlotte Harbor w amerykańskim stanie Floryda.